# Don McGill
Pour les articles homonymes, voir McGill.
Don McGill est un producteur et scénariste américain né le 18 avril 1963, connu principalement pour la création de la série NCIS : Enquêtes spéciales et son rôle de producteur exécutif dans Numb3rs.

## Filmographie
Don McGill a écrit de nombreux épisodes de séries télévisées, et a également eu dans plusieurs d'entre elles la fonction de producteur.

### Scénariste
- 2001 - 2005 : JAG — scénariste — 15 épisodes
- 2002 - 2003 : JAG — story editor — 29 épisodes
- 2005 - 2009 : Numb3rs — scénariste — 12 épisodes
- 2003 - 2014 : NCIS : Enquêtes spéciales — créateur —  259 épisodes (en cours)
- 2010 : Les Experts — scénariste — 1 épisode (Bump and Grind)

### Producteur
- 2003 : NCIS : Enquêtes spéciales — producteur superviseur — 13 épisodes
- 2003 : JAG — producteur — 5 épisodes
- 2004 - 2005 : JAG — producteur superviseur — 31 épisodes
- 2005 : JAG — coproducteur exécutif — 3 épisodes
- 2005 - 2007 : Numb3rs — coproducteur exécutif — 47 épisodes
- 2007 - 2010 : Numb3rs — producteur exécutif — 53 épisodes
- 2010 - 2011 : Les Experts — producteur exécutif — 2 épisodes

### Autres
- 2002 : Purpose — Remerciements